# 拉尼城堡
拉尼城堡是捷克共和國中波希米亞州拉尼的一座莊園宅邸。现存建筑始建于15世纪末，坐落于中世纪要塞遗址之上。这座最初为文艺复兴风格的建筑于17世纪改建为巴洛克式样，20世纪初又进行了进一步建筑改造。此处现为捷克共和国总统的夏宫。

## 早期历史
中世纪时期，现存拉尼城堡所在地曾有一座木质堡垒。
15世纪末，鲁道夫二世购得拉尼历史堡垒周边的土地，并在原建筑旧址上建造了现存建筑，用作狩猎行宫。17世纪初，拉尼城堡被大规模改建为巴洛克风格。
拉尼城堡后来归瓦尔德施泰因家族所有，随后又归属施瓦本的菲尔斯滕贝格家族。在菲尔斯滕贝格家族拥有期间，建造了一座与之相连的小教堂——耶稣圣名教堂。

## 20世纪
拉尼城堡于1902年再次翻修。1921年，新独立的捷克斯洛伐克从菲尔斯滕贝格家族手中购得该庄园，供政府使用。城堡庭院的景观设计由约热·普列赤涅克负责，他设计了庄园的喷泉，该喷泉以五根嵌入狮首的多立克柱为特色，分别代表波希米亚、摩拉维亚、西里西亚、斯洛伐克和喀尔巴阡鲁塞尼亚。
托马斯·马萨里克就任捷克斯洛伐克总统后，将拉尼城堡用作乡间休憩之所。1935年12月20日，即马萨里克退休一周后，国民议会一致通过法案，授予其城堡终身使用权。1937年他去世后，该城堡被重新指定为捷克斯洛伐克总统的夏宫，但实际仅偶尔用于此目的。
在波希米亚和摩拉维亚保护国时期，拉尼城堡成为保护国总统府所在地，而布拉格城堡则用作保护长官的官邸。政府军第1营负责该庄园的安保和公共事务。

## 后续历史

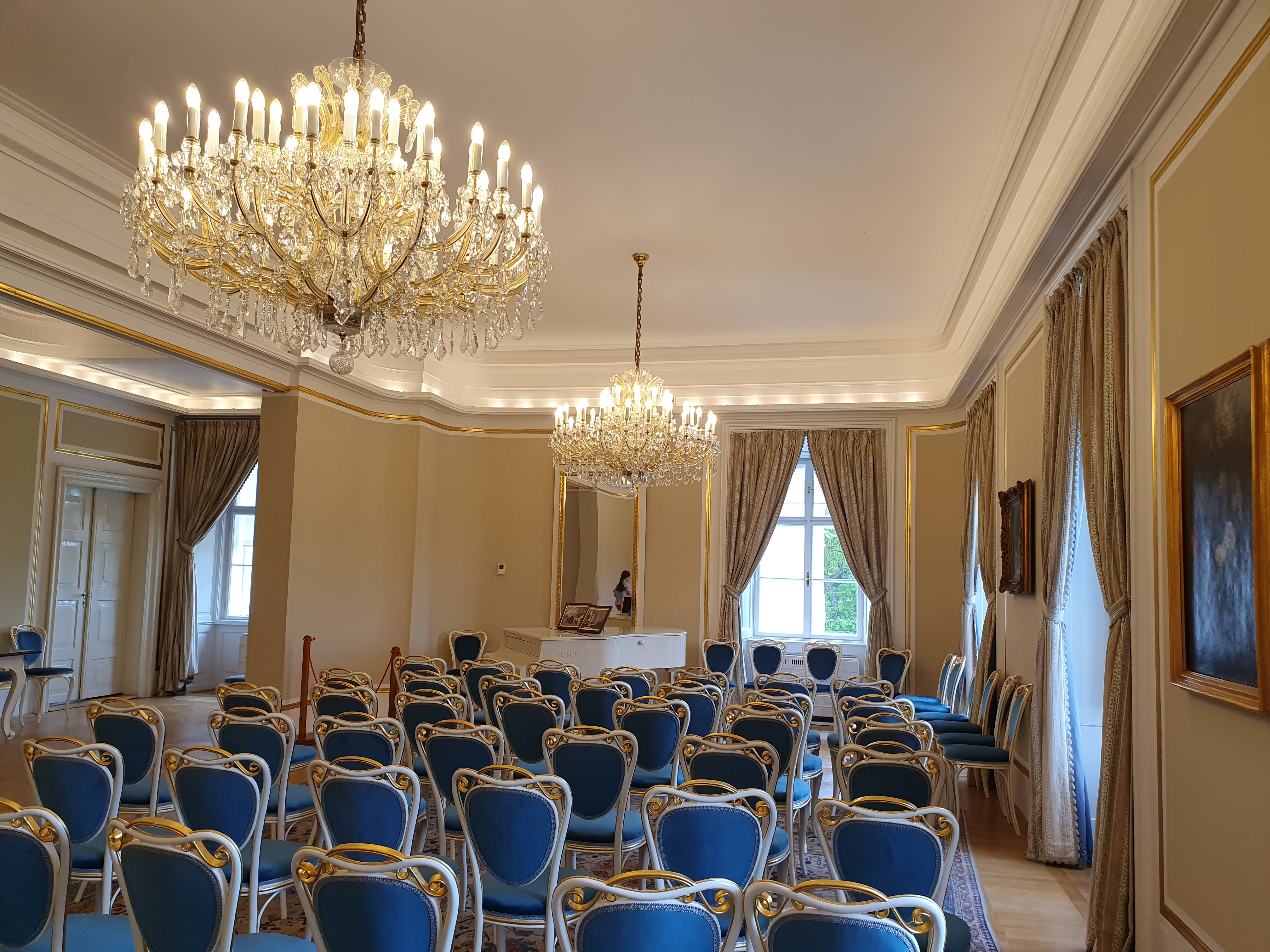
城堡内的演奏厅

拉尼城堡现用作捷克共和国总统的夏宫。自1993年捷克共和国成立以来，城堡的重要访客包括第十四世达赖喇嘛、波兰总统莱赫·卡钦斯基、奥地利总统海因茨·菲舍尔、塞尔维亚总统亚历山大·武契奇等人。2019年，此处举办了维谢格拉德集团峰会；2021年，彼得·菲亚拉在拉尼城堡正式就任捷克总理，当时总统米洛什·泽曼正因病在此疗养。
2023年，该建筑的国家厅室首次向公众开放参观。